# VTM Non-Stop
VTM Life (voorheen VTM Non-Stop Dokters, VTM Non-Stop 90's & VTM XMAS) is een Vlaamse commerciële televisiezender van DPG Media die op 9 januari 2023 van start ging en te ontvangen is via alle Vlaamse digitale televisiedistributeurs. De zender kwam in de plaats van het opgedoekte VTM Kids, dat sinds 9 januari 2023 enkel nog als ochtendblok op VTM bestaat.
Wegens het veranderend kijkgedrag van kinderen, die vooral online kijken, kondigde VTM in december 2022 aan dat de kinderzender VTM Kids zou verdwijnen en dat het volledige kinderaanbod zou verhuizen naar de online streamingdienst VTM GO.
De zender startte als FAST-channel waar elke dag tien afleveringen van een televisieserie of 4 films in een lus worden uitgezonden, zodat de kijkers op elk moment van de dag of nacht kunnen inpikken. De dag nadien was er een andere serie of andere films te zien. In 2025 krijgt de zender een meer traditioneel zendschema waarbij er dagelijks verschillende series en films uitgezonden worden.

## VTM Non-Stop Dokters
Op het vrijgekomen kanaal startte VTM op 9 januari 2023 met de nieuwe zender VTM Non-Stop Dokters, die 24 uur op 24 ziekenhuisseries uitzond.

### Programma's
Een greep uit het aanbod van VTM Non-Stop Dokters:
- The Flying Doctors (Australië, 1986)
- Medisch Centrum West (Nederland, 1988)
- Dr. Quinn, Medicine Woman (Verenigde Staten, 1993)
- All Saints (Australië, 1998)
- Spoed (België, 2000)
- Strong Medicine (Verenigde Staten, 2000)
- House M.D. (Verenigde Staten, 2004)
- The Night Shift (Verenigde Staten, 2014)
- Chicago Med (Verenigde Staten, 2015)
- 9-1-1: Lone Star (Verenigde Staten, 2020)

## VTM Non-Stop 90's

Logo van VTM Non-Stop 90's

Op 20 maart 2024 werd bekend dat de zender op 1 april 2024 verder gaat als VTM Non-Stop 90's en dat de zender regelmatig van thema zal wisselen.

### Programma's
Een selectie van de programma's op VTM Non-Stop 90's:
- Matlock (Verenigde Staten, 1986)
- Married... with Children (Verenigde Staten, 1987)
- Baywatch (Verenigde Staten, 1989)
- Beverly Hills, 90210 (Verenigde Staten, 1990)
- Home Improvement (Verenigde Staten, 1991)
- NYPD Blue (Verenigde Staten, 1993)
- The X-Files (Verenigde Staten, 1993)
- JAG (Verenigde Staten, 1995)
- Spin City (Verenigde Staten, 1996)
- Dawson's Creek (Verenigde Staten, 1998)

## VTM XMAS

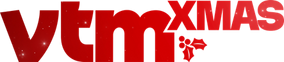
Logo van VTM XMAS

Op 4 november 2024 werd bekend dat de zender van 16 november tot het einde van de kerstvakantie (5 januari 2025) als kerstzender zal dienen onder de naam VTM XMAS. De zender zal dagelijks vier kerstfilms uitzenden. In 2006 was er reeds een tijdelijke kerstzender, VTMkerst.

## VTM Life
Op 6 januari 2025 lanceert DPG Media de zender VTM Life, die de plaats inneemt van VTM XMAS. De themazender zendt onder andere romantische films, dramaseries en realitysoaps uit. De zender stapt daarbij af van het FAST-channel principe en krijgt een meer traditioneel zendschema. De uitzenduren worden echter wel beperkt waardoor de zender niet meer uitzend 's nachts en in de ochtend.

### Programma's
Een greep uit het aanbod van VTM Life:
- Sun, Sea & Selling Houses (Verenigd Koninkrijk, 2021)
- LouisLouise (België, 2008)
- Een eigen Huis (Nederland, 2024)
- Melroce Place (Verenigde Staten, 1992)
- Achter gesloten deuren (Nederland, 2012)
- White Collar (Verenigde Staten, 2009)
- Spin City (Verenigde Staten, 1996)
- The X-Files (Verenigde Staten, 1993)
- Beverly Hills, 90210 (Verenigde Staten, 1990)
- House M.D. (Verenigde Staten, 2004)

## Tijdlijn
Geschiedenis van de Vlaamse televisie